# Sphingonotus mongolicus
Sphingonotus mongolicus är en insektsart som beskrevs av Henri Saussure 1888. Sphingonotus mongolicus ingår i släktet Sphingonotus och familjen gräshoppor. Inga underarter finns listade i Catalogue of Life.